# Chotýčany
Chotýčany är en ort i Tjeckien.   Den ligger i regionen Södra Böhmen, i den centrala delen av landet, 110 km söder om huvudstaden Prag. Chotýčany ligger 526 meter över havet och antalet invånare är 219.
Terrängen runt Chotýčany är huvudsakligen platt, men söderut är den kuperad. Chotýčany ligger uppe på en höjd. Runt Chotýčany är det ganska glesbefolkat, med 42 invånare per kvadratkilometer. Närmaste större samhälle är České Budějovice, 10,8 km söder om Chotýčany. I omgivningarna runt Chotýčany växer i huvudsak blandskog.